# Simfibrat
{{Drugbox-lat
| IUPAC_name        = 
| image             = simfibrate.png
| width             = 
| alt               = 
| image2            = 
| width2            = 
| alt2              = 
| drug_name         = Simfibrat
| caption           = 
| tradename         = 
| Drugs.com         = Monografija
| MedlinePlus       = 
| licence_EU        = 
| licence_US        = 
| DailyMedID        = 
| pregnancy_AU      = 
| pregnancy_US      = 
| pregnancy_category= 
| legal_AU          = 
| legal_CA          = 
| legal_UK          = 
| legal_US          = 
| legal_status      = 
| dependency_liability = 
| routes_of_administration =  
| bioavailability   = 
| protein_bound     = 
| metabolism        = 
| elimination_half-life =  
| excretion         =  
| CAS_number_Ref =  
| CAS_number        = 
| CAS_supplemental  = 
| ATCvet            = 
| ATC_prefix        = C10
| ATC_suffix        = AB06
| ATC_supplemental  = 
| PubChem           = 5217
| PubChemSubstance  = 
| IUPHAR_ligand     = 
| DrugBank_Ref      =  
| DrugBank          = 
| ChemSpiderID_Ref  =  
| ChemSpiderID      = 5028
| UNII_Ref          =  
| UNII              = L2R75RQX26
| KEGG_Ref          =  
| KEGG              = D01212
| ChEBI_Ref         =  
| ChEBI             = 
| ChEMBL_Ref        =  
| ChEMBL            = 
| synonyms          = 3-{[2-(4-chlorophenoxy)-2-methylpropanoyl]oxy}propyl 2-(4-chlorophenoxy)-2-methylpropanoate
|C=23 |H=26 |Cl=2 |O=6 
| molecular_weight  = 469,355
| smiles            = CC(C)(Oc1ccc(Cl)cc1)C(=O)OCCCOC(=O)C(C)(C)Oc2ccc(Cl)cc2
| StdInChI          = 1S/C23H26Cl2O6/c1-22(2,30-18-10-6-16(24)7-11-18)20(26)28-14-5-15-29-21(27)23(3,4)31-19-12-8-17(25)9-13-19/h6-13H,5,14-15H2,1-4H3
| StdInChIKey_Ref   =  
| StdInChI_comment  = 
| StdInChIKey       = JLRNKCZRCMIVKA-UHFFFAOYSA-N
| StdInChI_Ref   =  
| density           = 
| melting_point     = 
| melting_high      = 
| melting_notes     = 
| boiling_point     = 
| boiling_notes     = 
| solubility        = 
| specific_rotation = 
| sec_combustion    = 
}}
Simfibrat je organsko jedinjenje, koje sadrži 23 atoma ugljenika i ima molekulsku masu od 469,355 .

## Osobine
| Osobina                  | Vrednost |
| ------------------------ | -------- |
| Broj akceptora vodonika  | 6        |
| Broj donora vodonika     | 0        |
| Broj rotacionih veza     | 12       |
| Particioni koeficijent ( | 5,8      |
| Rastvorljivost (logS, log(mol/L))       | -7,3     |
| Polarna površina (PSA, Å2)  | 71,1     |

## Literatura
- Hardman JG, Limbird LE, Gilman AG (2001). Goodman & Gilman's The Pharmacological Basis of Therapeutics (10. изд.). New York: McGraw-Hill. ISBN 0071354697. doi:10.1036/0071422803.
- Thomas L. Lemke; David A. Williams, ур. (2007). Foye's Principles of Medicinal Chemistry (6. изд.). Baltimore: Lippincott Willams & Wilkins. ISBN 0781768799.

## Spoljašnje veze
|  | Molimo Vas, obratite pažnju na važno upozorenje u vezi sa temama iz oblasti medicine (zdravlja). |